# Сорочий карликовый сокол
Сорочий карликовый сокол (лат. Microhierax melanoleucos) — вид хищных птиц семейства соколиных.

## Описание
Крупнее других видов, длина 18—20 см, масса 55—75 г, размах крыльев 35—37 см. Верх чёрный, низ белый, через глаз — чёрная полоса. Клюв, лапы, радужина тёмные.

### Места обитания
Обитает на юге Китая, севере Индокитая, предпочитает лесные опушки, окраины плантаций, в горы поднимается до 1500 м.

## Питание
Ловит, взлетая с присады, стрекоз, бабочек, жуков, кузнечиков, реже охотится на мелких птиц, ящериц, мышевидных грызунов. Наблюдали групповые охоты.

## Размножение
Гнездится в марте — мае в дуплах дятлов и бородастиков на высоте 10—30 м. В начале сезона размножения самцы проявляют интерес к самкам, поднося им листья. Самец улетает и возвращается к сидящей на насесте самке и преподносит ей лист, который он собрал. Позже, обычно перед совокуплением, самцы часто подпрыгивают перед самкой, отчаянно крича. В кладке 3—4 яйца, особенности гнездовой биологии (пока) не изучены.